# Atradius
Il Gruppo Atradius offre servizi di assicurazione del credito commerciale, cauzioni e recupero crediti.
La Compagnia è stata valutata con un rating "A" (eccellente), outlook stabile da A.M. Best e "A3", outlook stabile da Moody's.

## Storia
L'assicurazione del credito commerciale nasce dopo il primo conflitto mondiale su iniziativa di vari governi e società di assicurazione private quale stimolo all'attività economica. Le origini di Atradius risalgono a queste prime organizzazioni.
Il nucleo principale di Atradius nasce a seguito dell'acquisizione – nel 2001 – dell'assicuratore del credito olandese NCM (fondato nel 1925) da parte della società di assicurazione tedesca Gerling (fondata nel 1954).
Ciascuna di esse aveva, già in passato, effettuato altre acquisizioni tra cui le società di credito all'esportazione di impronta governativa (ad es. l'ECGD acquisita nel 1991 nel Regno Unito) e altre società di assicurazione (ad es. la Namur Assurances du Crédit S.A., acquisita nel 1994 in Belgio), anch'esse risalenti alla nascita dell'assicurazione del credito intorno al 1919. Oggi il Gruppo Atradius riunisce in sé un certo numero di assicuratori del credito internazionali ed organizzazioni affiliate del Belgio, Danimarca, Francia, Italia, Messico, Norvegia, Nuova Zelanda, Regno Unito e USA.
Inoltre, Atradius resta l'agenzia del credito all'esportazione ufficiale del governo olandese, un ruolo ricoperto sin dal 1932. 
Il gruppo multinazionale ha cambiato nome in Atradius nel 2004. La nuova denominazione è stata creata per riflettere il supporto offerto agli scambi commerciali a livello internazionale. Nel 2008 il gruppo si è ulteriormente ampliato con l'ingresso della società di assicurazione spagnola Crédito y Caución che ha esteso la presenza della società nel mondo di lingua spagnola.
Oggi, sebbene in maggioranza di proprietà spagnola, la società ha la propria sede centrale ad a Amsterdam nei Paesi Bassi.

## Prodotti
Atradius ha 3.426 dipendenti in 160 uffici in 45 Paesi e fornisce prodotti e servizi ad imprese per supportarle nella gestione dei rischi legati al commercio internazionale. L'offerta include assicurazione del credito, cauzioni, credito rateale, riassicurazione, recupero crediti e servizi di Informazione commerciale.

## Azionisti
- Crédito y Caución (64,235) e Grupo Catalana Occidente (35,77%) al 2012.

## Management
- David Capdevila, Chief Executive Officer (2020),
- Andreas Tesch
- Christian van Lint
- Claus Gramlich-Eicher
- Marc Henstridge